# Den skjulte virkelighed
Den skjulte virkelighed er en dansk dokumentarfilm fra 1988 med instruktion og manuskript af Morten Henriksen.

## Handling
Dokumentarfilm om mennesker med en ny religiøs bevidsthed, ofte sat i gang af sygdom, ulykke eller uforklarlige hændelser. Begreber som aura, chakra, karma og reinkarnation er i centrum.